# L'albero magico (serie televisiva)
L'albero magico è una serie televisiva polacca, trasmessa in onda per la prima volta su Telewizja Polska dal 2004 al 2006.
In Italia è stata trasmessa su Rai 3 dal 2010, per poi essere replicata su Rai Gulp a partire da settembre 2011 e su Rai 2 dal 21 ottobre 2012.

## Trama
Un antico albero dalle straordinarie proprietà magiche viene abbattuto da un fulmine proveniente dal cielo.
Ne vengono ricavati numerosi oggetti, ognuno dotato di un potere magico, che vengono poi dispersi in tutto il paese. Gli oggetti giungono in mano a vari bambini, che vivono sorprendenti avventure.